# Nora Navas
Nora Navas, född 24 april 1975 i Barcelona, är en spansk skådespelare.
Navas har bland annat medverkat i TV-serierna This Is Not Sweden, Los Farad och Les de l'hoquei.

## Filmografi (i urval)
- 2019–2020 – Les de l'hoquei (TV-serie)
- 2023 – Los Farad (TV-serie)
- 2024 – This Is Not Sweden (TV-serie)